# Preah Vihear (tỉnh)
Tỉnh Preah Vihear, phiên âm tiếng Việt: Prết Vi-hia, là một tỉnh phía bắc của Campuchia. Phía bắc giáp tỉnh Champasak của Lào và các tỉnh Ubon Ratchathani, Sisaket của Thái Lan, phía đông giáp tỉnh Stung Treng, phía nam giáp tỉnh Kampong Thom, phía tây giáp tỉnh Oddar Meancheay và Siem Reap. Tỉnh lỵ tỉnh này là thành phố Preah Vihear. Tên của tỉnh được đặt theo ngôi đền Prasat Preah Vihear.

## Đơn vị hành chính
Tỉnh này bao gồm 8 huyện, thị:
- 1301 Chey Saen
- 1302 Chhaeb
- 1303 Choam Khsant
- 1304 Kuleaen
- 1305 Rovieng
- 1306 Sangkom Thmei
- 1307 Tbaeng Mean chey
- 1308 Preah Vihear